# L'impero delle ombre (film)
L'impero delle ombre (밀정?, MiljeongLR) è un film del 2016 diretto da Kim Ji-woon.

## Trama
Il capitano della polizia coreana Lee Jung-chool (Song Kang-ho) è stato incaricato dal governo coloniale giapponese di sradicare i membri del movimento di resistenza del paese. Ma mentre Lee ha una storia di svendita della sua stessa gente per assicurarsi una posizione favorevole con i giapponesi, è stato colpito più duramente del solito dalla morte di Kim Jang-ok (Park Hee-soon), un combattente della resistenza che era il suo compagno di classe. Il leader della resistenza, Che-san (Lee Byung-hun), sente che questo voltagabbana, se avvicinato e gestito adeguatamente, potrebbe essere girato ancora una volta, questa volta a loro favore. E così inizia una danza psicologica incrementale e codificata tra Lee e una figura chiave della resistenza di nome Kim Woo-jin (Gong Yoo), il cui negozio di antiquariato è una copertura per un piano per contrabbandare esplosivi da Shanghai a Seoul.

## Accoglienza
Il film ha ricevuto il plauso della critica. Su Rotten Tomatoes ha un indice di gradimento del 100%, basato su 41 recensioni con una valutazione media di 7,3/10. Su Metacritic detiene un punteggio medio ponderato di 78/100, basato su 14 recensioni, indicando "recensioni generalmente favorevoli".
The Film Stage ha dato al film una recensione positiva, scrivendo: "In breve, il pubblico mainstream dovrebbe divertirsi con questo dramma patriottico raffinato, spesso emozionante. Ma coloro che cercano una risonanza più profonda e potente farebbero bene a tenere sotto controllo le proprie aspettative".
L'Hollywood Reporter descrive il film come "un costumista patriottico" e dice: "Diverse scene d'azione impressionanti sostengono la tensione ed elettrizzano questa storia troppo lunga, spesso difficile da seguire".
Variety ha scritto: "Il regista di culto Kim Jee-woon offre la merce con un film d'azione di cappa e spada ultra elegante".
Screendaily ha osservato che "il pubblico locale dovrebbe rispondere bene al commovente sentimento patriottico mostrato qui".